# Батишниця
Бати́шниця (болг. Батишница) — село в Русенській області Болгарії. Входить до складу общини Две-Могили.

## Населення
За даними перепису населення 2011 року у селі проживали 624 особи.
Національний склад населення села:
| Національність   | Кількість осіб | Відсоток |
| ---------------- | -------------- | -------- |
| турки            | 270            | 50,1%    |
| болгари          | 264            | 49,0%    |
| інша             | 4              | 0,7%     |
| Всього відповіли | 539            |          |

Розподіл населення за віком у 2011 році:
Динаміка населення: